# 李采懌
李采懌（1989年12月3日—），高雄市人，臺灣田徑運動員，擅長項目鐵餅，為臺灣女子鐵餅全國紀錄（60.23公尺）保持人。原名為李文華，於2013年改名。

## 簡歷
李采懌於2012年5月中華民國全國大專校院運動會女子鐵餅決賽，以59公尺83打破全國紀錄，並達到2012倫敦奧運B標參賽資格。並於2012年5月25日臺灣國際田徑錦標賽以60.23公尺再破全國紀錄。

## 曾獲獎項
- 2009年香港東亞運女子鐵餅銅牌。
- 2011年臺灣全國運動會女子鐵餅金牌。
- 2012年臺灣全國大專運動會女子鐵餅金牌。
- 2012年臺灣國際田徑錦標賽女子鐵餅金牌。

## 外部連結
- 李采懌在的頁面
- http://www.nownews.com/2012/05/05/91-2811077.htm （页面存档备份，存于）
- http://www.nownews.com/2012/05/25/11738-2817868.htm